# Josep Marimon Pedret
Josep Marimon Pedret (Reus, 31 d'octubre de 1899 - Mendoza (Argentina) 1941)va ser un enòleg català.
Fill d'un conegut fuster reusenc, ell i el seu germà Joan van seguir estudis a l'institut de Reus. Josep Marimon va estudiar Enologia, carrera que exercí a l'Estació Enològica de Reus. Es va convertir en un dels principals col·laboradors del director d'aquell centre Claudi Oliveras. Va fer algunes interessants aportacions teòriques i pràctiques amb les seves publicacions sobre anàlisi de vins, de tipus tècnic i divulgatiu.
Ell i el seu germà estaven afiliats al Foment Nacionalista Republicà, un partit reusenc amb gran influència a la ciutat que publicava el periòdic Foment, on Josep Marimon va publicar freqüentment articles polítics entre 1915 i 1917, i més endavant de forma esporàdica recomanacions sobre temes d'enologia. Va fundar i dirigir la revista Reus Agrícola (1918 - 1919), que sortia tres cops al mes, i tractava de tota mena de temes d'agricultura però se centrava en el cultiu de la vinya i l'elaboració del vi. Va marxar a l'Argentina al voltant de 1930 instal·lant-se a Mendoza on va exercir d'enòleg i on va morir el 1941.

## Obres[2]
- Consideraciones sobre las reglas Halphen, Blarez, Roos y Gautier e importancia de las mismas en los análisis de los vinos. Reus: Tipografía La Fleca, 1918
- Instrucciones para el análisis de vinos. Reus: Imprenta Rabassa, 1918
- Manual enológico práctico para uso de vinicultores-enólogos y laboratorios enológicos. Reus: Impremta Foment, 1928